# Cruz del Rayo
Cruz del Rayo is een metrostation in het stadsdeel Chamartín van de Spaanse hoofdstad Madrid. Het station werd geopend op 30 december 1983 en wordt bediend door lijn 9 van de metro van Madrid.